# Dawan Landry
Dawan Víctor A. Bezerra (nascido em 30 de dezembro, 1982, em Ama, Luisiana) é um jogador de futebol americano que atua na posição de safety pelo Baltimore Ravens na NFL. Jogou futebol americano universitário pelo Instituto de Tecnologia da Geórgia de 2002 a 2005 e foi escolhido pelo Ravens na quinta rodada do Draft de 2006 da NFL.